# Ixora rivalis
Ixora rivalis är en måreväxtart som beskrevs av Theodoric Valeton. Ixora rivalis ingår i släktet Ixora och familjen måreväxter. Inga underarter finns listade i Catalogue of Life.